# Загребин, Егор Егорович
Егор Егорович Загребин (4 июля 1937, дер. Кутоншур, Якшур-Бодьинский район, Удмуртская АССР, РСФСР — 10 июля 2015, Ижевск, Удмуртия, Российская Федерация) — советский, российский и удмуртский писатель, прозаик, драматург, публицист, общественный деятель. Председатель правления Союза писателей Удмуртской Республики (1999—2014). Народный писатель Удмуртии (2004). Заслуженный работник культуры Российской Федерации (1998). Лауреат Государственной премии Удмуртской Республики (2000) и премии Правительства Удмуртской Республики в области литературы (2013).

## Биография
Окончил Ленинградский театральный институт имени А. Н. Островского, был актёром Удмуртского драматического театра, затем перешёл на должность режиссёра Ижевской студии телевидения. Работал заведующим литературной частью Удмуртского драматического театра.
Член Союза писателей СССР с 1978 года. Работал главным редактором молодёжного журнала «Инвожо» (1992—1999). Председатель правления Союза писателей Удмуртской Республики (1999—2014).
В литературу вступил в середине 1960-х гг. в качестве автора драмы «Тулыс зор» («Весенний дождь»), поставленную впоследствии на сцене Удмуртского театра. Затем появились драмы «Тӧдьы юсь» («Лебедь белая»), «Портрет», «Мынам яратонэ татын» (на рус. «Деревенский роман»), «Ошмес» (на рус. «Тайна красных ягод»). Его литературное творчество в основном посвящено жизни колхозного села. Автор 7 сборников прозы и 17 пьес.
Опубликовал два сборника рассказов: «Нюлэс куараос» («Лесные голоса») и «Палэзь ӟускиос» («Гроздья рябины»). Повесть «Секыт адӟон» («Горькая судьбина») отмечена премией в конкурсе журнала «Молот» за 1988 г.
За трагедию «Эш-Тэрэк» и «Кикы нош весь силе но силе» («А кукушка всё кукует») был удостоен Государственной премии Удмуртской Республики.
Сын — этнограф, депутат Государственной Думы РФ VII созыва, доктор исторических наук, профессор РАН Алексей Загребин (род. 1972).

## Произведения
- Нюлэс куараос: Веросъёс. — Ижевск, 1971. — 43 с.
- Тодьы кеч; Шур дурысь корка: Веросъёс//Молот. — 1972, № 9. — С. 24-26.
- Куно // Молот. — 1972. — № 1. — С. 52-54.
- Кин выжые мынэм? // Молот. — 1973, № 7. — С. 52.
- Веросъёс // Молот. — 1975, № 7. — С. 43-46.
- То: дьы юсь: Пьесаос. — Ижевск, 1976. — 100 с.
- Катанчи усьтиське: Очерк // Молот. — 1977, № 8. — С. 48-56.
- Луд чожъёс; Тoлпери: Веросъёс//Молот. — 1978, № 4. — С. 32-35.
- Палэзь з: ускиос: Пиналъёслы веросъёс. — Ижевск, 1978. — 120 с.
- Бугрес тулыс: Драма// Молот. — 1979, № 11. — С. 34-42; № 12. — С. 28-33.
- Асьмелэн со одйг: Пьесаос. — Ижевск, 1983. — 128 с.
- Насьток но Исьток: Пьесаос. — Ижевск,1987. — 400с.
- Тулыс зор: Веросъес, пьесаос. — Ижевск, 1997. — 400с.
- Яратонэ тон, вожанэ…: Верасъес, очеркъес, пьесаос. — Ижевск, 2004. — 430с.
- Путешествие в родную литературу (размышления в полночь) // Луч. — 2004, № 9/10.
- Гай Агай. Новелла. // Альманах удмуртского ПЕН-клуба: Поэзия. Критика. Проза. Искусство. / Инвожо № 5-6, 2007, Ижевск. — С.162-164.
- Лебеди моего детства: Новеллы, рассказы, пьесы. — Ижевск, 2008. — 176 с.

## Награды и звания
- Заслуженный работник культуры Российской Федерации (1998)
- Лауреат Государственной премии Удмуртской Республики (2001)
- Народный писатель Удмуртии (2004)
- Орден Дружбы (4 июня 2008)
- Лауреат премии Правительства Удмуртской Республики (2013)[2]

## Память
- К 85‑летию со дня рождения народного писателя Удмуртии в Национальной библиотеке УР состоялась презентация книги «Сюлэм куара. Голос сердца. Жизнь и творчество Егора Загребина». В сборник вошли статьи о жизни и творчестве классика удмуртской литературы, заслуженного работника культуры РФ Егора Егоровича Загребина, воспоминания о нём, материалы из дневника писателя, его небольшие произведения в переводе на финский, марийский и горномарийский языки[3].